# Пиццигано, Джованни

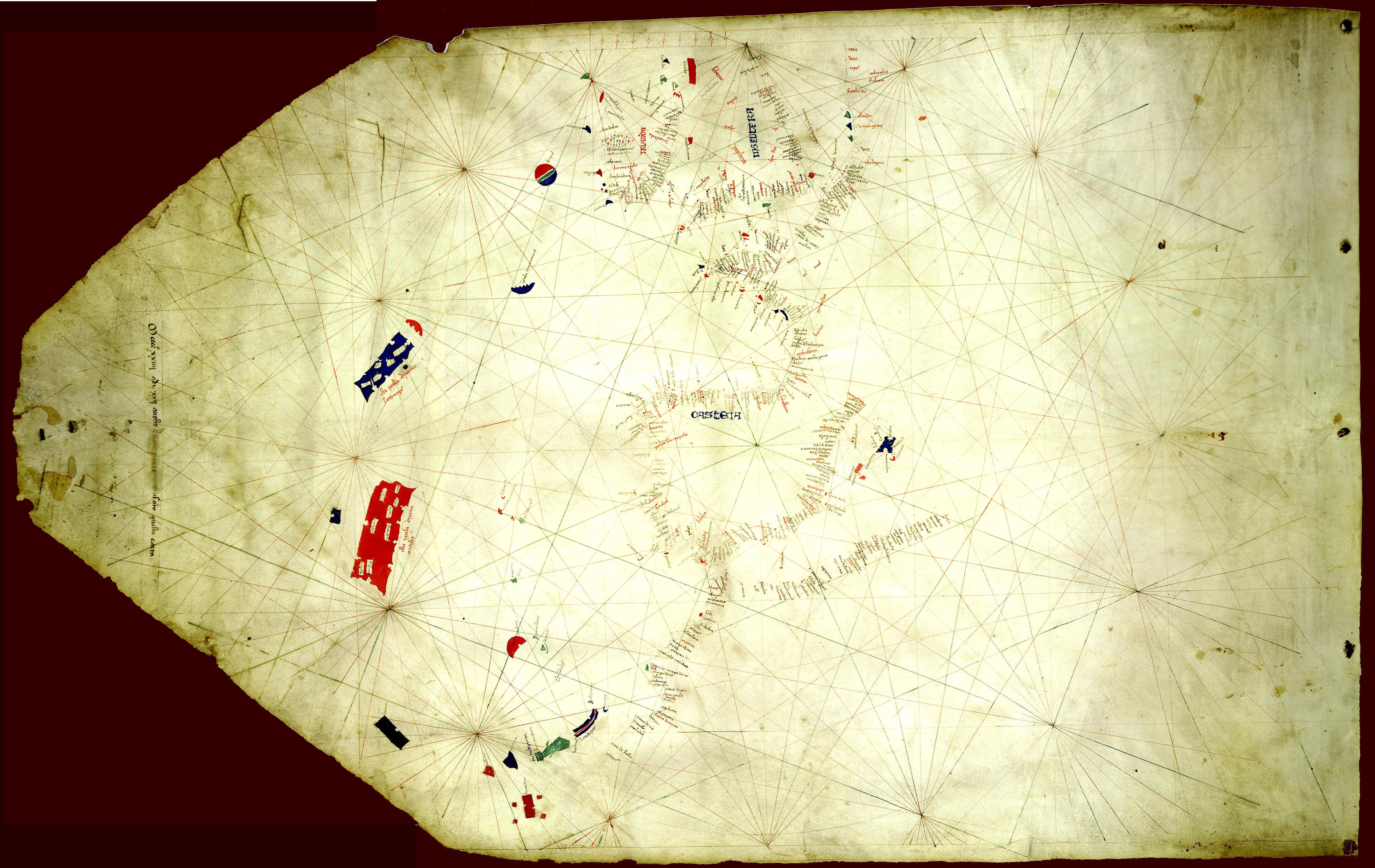
Портулан Пиццигано

Джованни или Дзуане Пиццигано (Zuane Pizzigano) — венецианский картограф. О его личности ничего не известно, хотя есть предположение, что он был потомком одного из братьев Пиццигано, работавших в 1360-е годы.
Карта Пиццигано представляет собой портулан северной части Атлантики размером 57×90 см, датируемый 1424 годом. Она была обнаружена в 1946 году в архиве английского библиофила Томаса Филлипса, и хранится в библиотеке Джеймса Форда Белла (англ.) в Миннеаполисе.

## Новые географические открытия
На карту Пиццигано нанесены некоторые географические объекты, неизвестные предыдущим картографам. Это острова Мадейра, открытые португальцами в 1418—1420 годах, и Азорские острова, по имеющимся документам открытые в 1427—1431 годах, то есть через несколько лет после создания карты. Видимо, Пиццигано опирался на какие-то источники, не дошедшие до нашего времени.

## Воображаемые острова
К западу от Азорских островов на карту нанесены два больших и два меньших прямоугольника — мифические Антильские острова, где португальская традиция помещала семь заморских городов. После Пиццигано эти острова изображались на многих картах XV века вплоть до «земного яблока» Бехайма.
На карту к западу от Ирландии нанесён также легендарный остров Бразил, изображение которого имелось и на некоторых более ранних картах, например, на викингской карте Винланда, оказавшейся искусной подделкой XX века.